# Kurt Jürgen Huch
Kurt Jürgen Huch (* 13. Juli 1938 in Frankfurt am Main; † 7. Februar 2024) war ein deutscher Philosoph, Soziologe, Autor und Übersetzer.

## Leben und Werk
Kurt Jürgen Huch studierte Philosophie und Soziologie und wurde 1966 über die Philosophiegeschichtlichen Voraussetzungen der Heideggerschen Ontologie promoviert. Er arbeitete bis 1972 als Rundfunkredakteur und Verlagslektor in Frankfurt, danach als Lehrer für Sozialwissenschaften in Goch.
1972 erschien seine Schrift Einübung in die Klassengesellschaft, die in den folgenden 10 Jahren eine deutschsprachige Gesamtauflage von 65.000 Exemplaren erreichte und ins Schwedische, Norwegische und Dänische übersetzt wurde. Huch zeigt in ihr den politischen Charakter jeder Erziehung auf und analysiert, wie die Klassenstruktur der Gesellschaft in die Kindererziehung hineinwirkt.
Huch übersetzte Schriften von Andrew Crowcroft, Bernard Lewis und  Charles Mackay ins Deutsche.

## Schriften (Auswahl)
- Philosophiegeschichtliche Voraussetzungen der Heideggerschen Ontologie. Frankfurt a. M.: Europäische Verl.-Anst., 1967
- Einübung in die Klassengesellschaft. Über den Zusammenhang von Sozialstruktur und Sozialisation. Frankfurt am Main: Fischer-Taschenbuch-Verlag, 1981, Aktualis. u. erw. Ausg., 36. – 40. Tsd.; ISBN 3-596-26276-3

### Zeitschriftenartikel
- Liebesethik als Herrschaftsrezept. Merkur. Deutsche Zeitschrift für europäisches Denken, Jahrgang 22, 247, November 1968.
- Freuds Exil. Merkur. Deutsche Zeitschrift für europäisches Denken, Jahrgang 24, 261, Januar 1970.

### Übersetzungen
- Bernard Lewis: Die Assassinen. Zur Tradition des religiösen Mordes im radikalen Islam. Übersetzt von Kurt Jürgen Huch, Eichborn, 1996. ISBN 978-3-8218-4059-8.
- Andrew Crowcroft: Der Psychotiker. 1. Auflage, Fischer Digital, Frankfurt am Main 2018.